# Mutquín
Mutquín es una localidad del departamento Pomán, provincia de Catamarca, Argentina.
El municipio fue creado por ley N.º 5028 sancionada el 16 de mayo de 2001 con parte de la de Pomán.

## Población
Cuenta con 1,075 habitantes (Indec, 2010), lo que no representa cambio frente a los 1,075 habitantes (Indec, 2001) del censo anterior.
| Gráfica de evolución demográfica de Mutquín entre 1991 y 2010 |
|                                                               |
| Fuente: censos nacionales del INDEC                           |

## Toponimia
El nombre Mutquín proviene del quichua, de acuerdo a S. A. Lafone Quevedo, provendría de "Mutki", que significa "oler". Según este autor Mutquín sería por "Mutquina", oledero, lugar o cosa de oler. La partícula qui o ki es de reiteración. Mutquina también es olfato. Los habitantes relacionan la etimología del nombre al aroma propio de la flora de la zona, que se desprende especialmente luego de las lluvias, perfumando al pueblo de muña muña, incayuyo, poleo y otras hierbas aromáticas.

## Turismo
- Festivalito Mutquin Capital de la Nuez
- Festival de la Nuez
- Carnavales: en esta localidad urbano-rural se lo ha recuperado como un elemento de identificación, se ofrece al turista la posibilidad de gozar de los recuperados carnavales a la usanza antigua. Las comparsas de carnaval: están en proceso de recuperación. En Mutquín se lo hace con el apoyo del “Programa Recuperando la Memoria” de la Universidad Nacional de Catamarca.
- El Centro Cultural "Casa del Bicentenario" Mutquin, espacio que alberga a la biblioteca municipal, Museo Arqueológico e Histórico Municipal y sala de exposiciones. Se trata de una institución municipal que, organizada bajo la Dirección de Patrimonio y Educación, ofrece actividades abiertas al público como talleres, cursos, exposiciones museográficas, charlas, cine-debate, recitales, y demás actividades culturales, gratuitas, orientadas a la divulgación del patrimonio artístico, científico y social de Mutquín y Catamarca.[2]

## Historia
La producción en las sociedades prehispánicas de la Región
Existen evidencias de que la llama o algún otro camélido, constituían un recurso de importancia, tanto por su lana como por su carne, además por referencia a otros lugares, sabemos que las llamas eran utilizadas como animales de carga, lo cual facilitó el intercambio de distintos bienes y productos por todos los andes. Por otro lado, los extensos y frondosos bosques de algarrobo, los cuales existieron hasta no hace mucho tiempo, constituyeron un aporte primordial a la dieta de los pueblos que habitaron la región desde tiempos antiguos. Apoya esta afirmación la presencia de morteros y conanas halladas en sitios arqueológicos de los alrededores, muchos de los cuales todavía siguen en uso. Además, los bosques seguramente mantenían una rica fauna que aportaba carne de caza a la dieta.
Las extensas estructuras destinadas al cultivo generan una imagen de la importancia de la agricultura en Mutquín en épocas prehispánicas, en los cuadros que se disponen en formas de terrazas seguramente se cultivaba maíz, papa, zapallo, porotos entre otros cultivos andinos, que generalmente se disponían en la ladera según los requerimientos de cada uno (ej. La papa al resistir climas más fríos generalmente se cultiva en las zonas más altas).
Tradicionalmente, la literatura arqueológica argentina ha sostenido que desde hace aproximadamente 2500 años atrás, la producción animal y vegetal se conjugaba en diferentes proporciones como las estrategias de subsistencia fundamentales, junto con aportes menores de recolección y caza. Esto ha sido reconocido como una estrategia mixta, con mayor o menor participación de una u otra. Para Albeck (1993,2000) y Olivera (2001) la característica dominante de este sistema mixto habría dependido fundamentalmente del lugar geográfico. Así, en los valles semiáridos la agricultura sería la actividad más importante a diferencia de la puna, donde el pastoreo habría sido la estrategia relevante.
Finalmente la presencia del salar en las zonas bajas de Mutquín, aporta otro recurso de vital importancia la sal, muy codiciado en los andes y que seguramente era intercambiado, junto con otros bienes en regiones aledañas.
Arquitectura prehispánica
Podemos en términos generales distinguir dos tipos de arquitectura, la que se realiza con propósitos agrícolas, y las que se realizan con fines domésticos, en esta diferenciación no tomamos en cuenta la arquitectura monumental.
La arquitectura doméstica se realizó de diferentes maneras, cambiando de región en región, según los materiales disponibles y las elecciones de la que gente que las construía. En Mutquín, al parecer, abundó en épocas prehispánicas la construcción en piedra, por lo menos a partir de lo que se desprende de las investigaciones en Pajanco y Tuscamayo, ambos pertenecientes a Mutquín, aunque lamentablemente debido a la falta de continuidad y profundidad de las investigaciones, no se tiene conocimiento si los muros “de tres cuerpos” construidos con dos muros de piedra y rellenados en el medio con rodados pequeños y tierra no continuaban, más allá de la altura donde se los puede observar hoy en día, con la utilización de adobes o alguna otra técnica de construcción en tierra.
Kriscautzky (1996) nombra numerosos sitios arqueológicos en los alrededores de Mutquín donde se destaca construcciones de planta rectangular, con muros dobles. Lafone Quevedo y Carlos Bruch resaltan la prolijidad con que se encuentran dispuestas las piedras en los muros de los recintos habitacionales de Tuscamayo sobre todo en comparación con los de Pajanco, los cuales al parecer están compuestos con cantos rodados. Lafone menciona que en Pajanco solo se observa estructuras agrícolas, este puede ser el motivo de las diferencias en cuanto a la arquitectura entre los dos asentamientos, cuya principal característica es la abundancia de este tipo de estructuras.
La infraestructura agrícola cumple una serie de funciones, las cuales son enumeradas por Figueroa (2008):
a)	Lograr profundizar el suelo
b)	Controlar la erosión
c)	Crear un espacio microclimático, favoreciendo los cultivos
d)	Controlar la humedad; y
e)	Reducir el riesgo agrícola.
Estos factores funcionales generan el incremento del suelo cultivable, lo que a su vez genera la necesidad de una mejor administración de la producción, sobre todo del uso del agua y la organización del trabajo.
Estos factores funcionales generan el incremento del suelo cultivable, lo que a su vez genera la necesidad de una mejor administración de la producción, sobre todo del uso del agua y la organización del trabajo.
Lafone Quevedo y luego Carlos Bruch resaltan la importancia de las construcciones agrícolas en los sitios de Pajanco y Tuscamayo. Sobre el primero Lafone nos dice: «…vimos una serie de pircas enterradas que atraviesan la falda de Norte a Sur, en sentido contrario a la pendiente de la misma. Estas pircas abundan en toda la región…» y agrega: «[…] Comprendí que se trataba de construcciones destinadas a evitar el arrastre del limo cultivable que acarrean las aguas torrenciales del verano con el que los indios formaban sus admirables andenes. La distribución de estos pircados parece ser de bastante extensión […]». Con respecto a Tuscamayo, aparte de los innumerables cuadros de cultivo, describe una represa. La presencia de esta represa, de estructuras de contención hídrica en los arroyos y de canales de riego indica un buen grado de control hídrico y de organización para mantenerlo. A esto años después Bruch queda también impresionado por la gran cantidad de obras destinadas a la agricultura. Ambos investigadores creen que tanto Pajanco como Tuscamayo habrían funcionado como centros agrícolas y dadas las dimensiones de los mismos, habrían sido de gran importancia.
En cuanto a la producción agrícola de los asentamientos mencionados no existen estudios que aborden el tema. Sin embargo, en relación con lo conocido para otros lugares, podemos pensar que los cultivos que se realizaban fueron: maíces, zapallos, porotos y papas entre otros cultivos. La disposición de las estructuras en el terreno, hacen pensar que aprovecharon la pendiente del piedemonte para aprovechar las diferencias climáticas del lugar en la distribución de los cultivos. Así, la papa, por ejemplo, que necesita climas más fríos que el maíz es más probable que se haya cultivado en las partes más altas, y al contrario el maíz tiene mejores aptitudes para crecer en climas más cálidos, aprovechando de esta manera los sectores más bajos.
Mutquín durante la colonia
En América del Sur, y particularmente en el actual Noroeste Argentino, el Periodo Colonial se prolongó alrededor de 300 años, desde mediados del siglo XVI hasta inicios del siglo XIX. Durante ese tiempo, sin embargo, el imperio español no fue una estructura homogénea, sino que adquirió características de enorme diversidad a través del espacio y el tiempo.
A la llegada de los conquistadores españoles, muchas etnias del Noroeste Argentino estaban incorporadas al Imperio Incaico. Los grupos aliados a los inkas fueron también los más proclives a aceptar los condicionamientos que los españoles les impusieron una vez iniciado el proceso de conquista y colonización. De esta manera contraria, los pueblos del área valliserrana evitaron de manera sistemática la intromisión de los colonizadores dentro de sus tierras. Esta situación obligó a los españoles a asentarse en las tierras bajas, fundando sus ciudades de modo que conformasen un cordón en torno a los Valles Calchaquíes, centro principal de la resistencia aborigen.
El primer asentamiento fundado dentro del actual territorio catamarqueño fue la ciudad de Londres, en la margen derecha del río Quimivil. Tal fundación fue ejecutada por Pérez de Zurita en el año 1558, seguidas por la ciudad de Córdoba de Calchaqui en 1559 y Cañete en 1560. Estos tres lugares constituyeron un sistema de fortificaciones que aseguraban la defensa recíproca de las mismas. A pesar de lo previsto, el sistema fracasó, razón por la cual el gobernador de Chile, Francisco de Villagra, envió al territorio del Tucumán a su teniente, Gregorio Castañeda, quien trasladó la ciudad de Londres al Valle de Conando, en el año 1562, pasando a denominarse ciudad de Villagra. El accionar de Castañeda con respecto a las poblaciones originarias provocó uno de los primeros levantamientos de los pueblos alrededor de la figura de Juan Calchaquí. Como consecuencia, los españoles abandonaron sus asentamientos, refugiándose en Santiago del Estero, la única ciudad que conservó del Antiguo Tucumán.
Casi 45 años después, a petición del Gobernador del Tucumán, el teniente Gobernador de la Ciudad de Todos los Santos de la Nueva Rioja, Gaspar Doncel, se traslada al territorio de Belén y vuelve a fundar Londres por segunda vez, pero ya en su tercer asentamiento, en el año 1607. Bautiza a la ciudad con el nombre de San Juan Bautista de la Ribera. En este emplazamiento subsiste hasta 1613. Felipe de Albornoz, Gobernador del Tucumán, debió comprender que la subsistencia de la ciudad de Londres lejos de los centros ya completamente dominados por la Colonia, era completamente endeble. Por esto, se decide fundar una nueva ciudad en el valle de los Palcipas. La fundación del Londres de Pomán se hace efectiva el 15 de septiembre de 1633, que luego de elegir sus autoridades fue bautizada con el nombre de San Juan Bautista de la Rivera de Londres.
La situación de los Pueblos Originarios del Oeste del Ambato durante la Colonia. Con respecto a los sucesos que tuvieron lugar durante las Guerras Calchaquíes, mucho se ha dicho respecto a que participaron de los conflictos. Sin embargo, existen documentos como que contradicen esta idea: “(…) en la entrada que se hizo al Valle de Pipanaco y Colpes en la jurisdicción de Londres (…) desde el fuerte del Espíritu Santo de Machigasta (…) y en los asaltos y peleas que hubo en los sitios de Mutquín y Colana y cuando se ganó el sitio de Pomán donde hoy esta reedificada la ciudad de Londres…”. (Declaración de Diego de Lizama en la Probanza de Méritos y Servicio de Pedro Nicolás de Brizuela. AHCba, Esc. Leg 9 [II], Exp 21, 1640; f28 y 30; citado por Schaposchnik, 1997).
Una vez doblegada la resistencia armada, las sociedades aborígenes fueron sometidas a un profundo proceso de desestructuración. Las tierras y las personas fueron repartidas en “Encomiendas”, para su explotación por parte de españoles que de esta manera eran premiados por la Corona Española debido a sus acciones de guerra. En relación con estas se fueron estableciendo los llamados “Pueblos de Indios”, institución de control y explotación creada por la Colonia. Al menos en primera instancia, el actual territorio de Mutquín parece haber estado incluido dentro de la Encomienda de Colpes, que fue solicitada por Nieva y Castilla, otorgada por el gobernador del Tucumán en 1643, y confirmada por el rey de España en 1650.
Ya a inicios del siglo XVIII la encomienda había desaparecido en las zonas nucleares del Imperio Colonial y las comunidades originarias estaban concentradas en los corregimientos. Sin embargo, en la región del Oeste, subsistieron la mayor cantidad de “pueblos de indios”. Estas comunidades evidenciaron mayor capacidad de negociación con los encomenderos y además pudieron conseguir una mayor explotación de los recursos naturales (De la Orden de Peracca, et.al, s/n).
A mediados del siglo XVIII, grupos de personas de la parcialidad Mutquín, perteneciente a la Encomienda de Colpes, fueron trasladadas por su encomendero a dicho pueblo. Esta situación, considerada irregular por la Corona Española, sumada a los maltratos que se ejercían sobre las comunidades originarias, llevaron a que Mateo y Juan Chazampi escaparan hacia la Gobernación del Tucumán a plantear su reclamo, al año 1746. Como resultado, la Corona Española otorgó una Cédula Real en la que devolvía sus tierras a los mutquines (Ferreyra, 2003). En el año 1767 el maestre de campo don José Antonio Baigorri de la Fuente, juez de Padrones de Catamarca y La Rioja, plantea en un expediente judicial que los “indios de Mutquín” habían sido restituidos en la propiedad de sus tierras, « […] quedando como al presente esta inalterable el juicio quietos y pacíficos dichos naturales estaban en sus tierras […]». Esta adjudicación les permitió posiblemente la realización de prácticas económicas tradicionales, tanto en las zonas altas como en las bajas. En cuanto a la situación laboral, continuaba vigente el servicio personal y viejas prácticas de los encomenderos como el traslado de personas a sus tierras. La propiedad de las tierras por parte de la población originaria les permitió realizar transacciones con ellas, tales como la compra y venta. Esto les permitió generar una estrategia de reducción del riesgo productivo asegurándose la radicación en terrenos con características geográficas diversas.
A fines del siglo XVIII, el pueblo de Mutquín respondía completamente a la organización de gobierno fijada por la legislación española: había alcaldes y fiscales, que normalmente eran aborígenes hispanizados los cuales ejercían el control del cumplimiento de lo legislado por el sistema Colonial y colaboraban con el cura doctrinero. En estos momentos, figura como alcalde Juan Francisco Chazampy. A inicios del siglo XIX, específicamente en el año 1808, el Cacique provisional de Mutquín, Narciso Chasampi, realiza una presentación ante las autoridades de la provincia de Catamarca, en la cual presenta una queja referida a la autorización por parte del alcalde, Pedro Pablo Ibarra, de desviar el agua de riego del campo denominado Pajanco, para usufructo en sementeras de personas “extrañas”, tal como lo expresa el testimonio “(…) paraje nombrado Pajanco, donde franqueando el agua qc no hace falta, ha cembrado y permitido cembrar varios sujetos extraños el Alcalde de otro mi pueblo, llamado Pedro Pablo Ibarra entregándose los terrenos con perjuicio de nuestras labores (…)”. (Causa Civil, Caja N.º 9, Dpto. Capital, Juzgado de Primera Instancia, Año 1909, Expediente 141, Archivo Histórico de la provincia de Catamarca).
Pocos años después, en 1810, debido a los procesos iniciados en la Revolución de Mayo, el Período Colonial llega a su fin, y con él, las instituciones que lo conformaban. En estos momentos, los títulos de propiedad de la tierra conferidos a las comunidades originarias parecen perder validez, especialmente por la consagración legal del principio de la propiedad privada de la tierra; aun cuando siguió vigente hasta la sanción de la Constitución de 1853 la legislación española que reconocía la propiedad comunitaria.
En los años posteriores Pedro Pablo Ibarra legaliza los títulos de propiedad de Pajanco y Tuscamayo, campos que finalmente son vendidos a Estratón Gómez en 1891, tres años después del último reclamo comunitario por esas tierras, realizado por Benito y Mariano Chasampi. La Comunidad Originaria se halla hoy desarticulada, sin embargo, la identidad y la resistencia cultural persiste en muchos habitantes de la localidad de Mutquín.
Mutquín, un municipio autónomo
El 1° de septiembre de 1980 el gobernador de facto José María Bárcena, suprime a los municipios de menos de 36.000 habitantes. De esta manera, el pueblo pierde su autonomía y pasa a depender de Pomán como delegación. Desde entonces, comienza el reclamo por independencia administrativa y política de Mutquín, a través de la vía legislativa pero también de movilizaciones populares. Se logra obtener luego de un largo proceso de lucha la ansiada autonomía el 16 de mayo de 2001.
Historia Institucional. En el siglo XX, de acuerdo a los marcos establecidos por diversas políticas nacionales y provinciales, pero padeciendo las carencias de estar en una ubicación geográfica periférica para dichas políticas; es que través de mucho esfuerzo y empeño por parte de la comunidad local, se lograron gestar diversas instituciones públicas. Estas instituciones, algunas de las cuales cuentan con más de 100 años de historia, cumplieron y cumplen un rol social fundamental.
Una de las primeras instituciones públicas en ser creadas, fue la Escuela. Actualmente Mutquín cuenta con tres instituciones educativas, una Escuela Secundaria, “San Luis Gonzaga” y dos primarias, la Escuela N.º 140 “Yapeyú” de Apoyaco y la Escuela N.º 228 “Bartolomé Mitre”. La primera escuela de Mutquín fue creada el 24 de abril de 1906 con el nombre de Escuela Nacional N.º 28. Es bautizada 25 años después como “Bartolomé Mitre”. Durante sus primeros 48 años de existencia funcionó en diferentes domicilios particulares. El edificio propio finalmente se consiguió en 1954, siendo el que actualmente ocupa.
Entre las instituciones culturales de Mutquín destaca la biblioteca popular Dr. Adán Quiroga. La misma es un emprendimiento autogestionado por la comunidad y sostenido, durante sus más de 80 años de vida, prácticamente sin apoyo estatal.
Mutquín cuenta actualmente con tres instituciones deportivas: el Club Juan Bautista Alberdi, el Club Sportivo Unión Obrera y el Club Mutquín. El club Juan Bautista Alberdi es el más antiguo de ellos, habiendo sido fundado el 15 de agosto de 1920. El eterno rival del Alberdi, Club Sportivo Unión Obrera, fue fundado el 1 de enero de 1924. Cuentan los relatos que la iniciativa de fundar el Club fue promovida por un grupo de obreros que trabajaban en una pedrera de la zona. Otros plantean que se trató de una escisión del Alberdi, en función de las dificultades de los jugadores de clases populares para participar del equipo.
La primera Oficina de Correos y Telecomunicaciones de Mutquín fue creada el 25 de julio de 1959. El primer cartero de Mutquín fue Don Rafael Martínez y el primer jefe telegrafista, Don Antonio Ferreyra.
Las comisarías se crean, en el departamento, a principios del siglo XX. En Mutquín, la sub-comisaría se levanta en terrenos donados por Mariano Tiburcio Nieva, quien fuera el primer comisario del pueblo, oficiando Don Felipe como agente. En aquella época este cargo se elegía entre la gente.
Distintos métodos tradicionales de curación han coexistido y coexisten hoy en día con la medicina normativa. Los primeros registros modernos relacionados al tema corresponden al Censo Nacional de 1895, en el cual se registra en Mutquín un curandero, Mariano Bambicha y una partera, Raquel Altamiranda. Ante la escasez de asistencia médica en la zona, muchos vecinos han realizado tareas sanitarias. El Hospital “Santiago Nieva” se funda el 13 de septiembre de 1983, en terrenos donados en 1973 por quien lleva su nombre, reemplazando a la posta sanitaria que allí funcionaba.
Producción nogalera 
El nogal fue introducido en la localidad alrededor del año 1920, cuando según los registros orales de la gente mayor de edad, el Sr. José María Ibarra trajo plantones desde la provincia de Córdoba. En torno a la década de 1960, la producción nogalera local alcanzó su apogeo con cosechas de un millón de kilogramos. Tal abundancia parece no haber sido superada hasta la actualidad. Debido a los cambios del valor de la nuez en el mercado, y por otra parte a causa de las variaciones climáticas, que interrumpen el ciclo de desarrollo del fruto, se han pasado años de baja en la producción. A pesar de las dificultades, el nogal sigue siendo el principal recurso productivo de la localidad, incorporándose para su mejora, nuevas tecnologías y variedades.
Producción minera
En la zona de Mutquín, han existido a principios del siglo XX dos minas de las cuales se extraía esta variedad de arcilla, “San Alfredo” y “María Arsenita”, pertenecientes a la empresa Quijo Huasi; las cuales junto a la mina “Cerro Blanco”, cercana a Siján, fueron los primeros emprendimientos regionales que absorbieron gran parte de la mano de obra local en un contexto de producción capitalista. Esto ocurrió en momentos históricos en los cuales los proyectos de esta envergadura aún no contaban con una tecnología profundamente mecanizada, ni existían medidas de seguridad que asegurase la protección de los obreros.
La mina es recordada como la razón del adelanto tecnológico prematuro que tuvo el pueblo entre las décadas de 1930 y 1940, al haber provisto de energía eléctrica a la localidad, en una época en la cual esta era aún muy poco común en la provincia. Nunca ha quedado completamente esclarecida la razón del cierre de estas minas de caolín. Según una publicación de la Revista de la Asociación Geológica Argentina del año 1952, en realidad en Mutquín nunca habrían existido depósitos de caolín con una pureza que justifique su explotación. Sin embargo, esta fuente de información no puede ser considerada concluyente, por lo cual se debe profundizar más en las razones históricas del cierre de las minas “San Alfredo” y “Maria Arsenita”.
Dichos del Sr. Rubén Van der Beken sobre San Alfredo y María Arsenita
San Alfredo y María Arsenita son dos yacimientos de caolín de máxima pureza, denominados "in situ", vale decir mineral que la naturaleza puso allí. El caolín del sur del país es un caolín originado por sedimento y necesita para fundirse y extraer la alúmina más de 1000 grados de calor. En cambio, el caolín de San Alfredo y María Arsenita, requieren 800 grados aproximadamente y rinde la tonelada un 28% de alúmina pura. Invalorable también la arena de cuarzo que se extrae. 
El caolín es uno de los minerales de más uso de la industria. El concesionario de esos yacimientos durante la presidencia de Perón recibió el primer crédito para la industria minera. El general Perón había traído un ingeniero de apellido Aguilar, español, alguien muy entendido en minería. Él aconsejó que el primer crédito para el desarrollo de esta industria se le otorgara al Sr. Enrique Mayol, que despilfarró esos dineros en lugar de explotar esos yacimientos. Este señor siguió pagando el arancel, digamos, de descubridor. Mientras tanto pagaba era el dueño. Se reflotó esa explotación al asociarse Mayol con la firma Magna S.A., propietaria de la empresa edificadora y constructora del mismo nombre, de los hermanos Majersky. Esto sucedió a principios de los '60. Mayol antes de morir se cree que vendió esos derechos de explotación al Sr. Francisco Machicote. Mientras, funcionó por esos años '60 esta sociedad anónima que se llamó Sayma S.A. capital integrado por Mayol y los Majersky. También integraba el directorio el Dr. González del Solar, hermano de alguien perteneciente al equipo económico de Don Álvaro Alsogaray. Industriales japoneses tenían sumo interés en comprar el total de la producción de caolín. Rubén Alfredo Van Der Beken fue nombrado para realizar esa venta. Debió ir al Ministerio y estaban a cargo el Ing. Méndez Casariego y la Dra. Botman, los cuales le dijeron que no se podía autorizar esa venta porque ese mineral junto con el berilo y otros más estaban controlados por EE. UU., ya que el caolín era parte del combustible que se usaba para los cohetes. Y que ni el Sr. Van Der Beken ni nadie podía asegurar que ese mineral, aunque fuera cargado en barcos japoneses en el puerto de Rosario, no llegara a Japón sino a Rusia. Esa producción en parte se vendió a Gueygui, propiedad del Ing. Bosart, con oficinas en la Avda. Leandro N. Alem. Y otra parte se vendió a Industrias Químicas del Plata con sede en la calle Sarmiento 329. Por dicha venta no recibió el Sr. Van Der Beken ni un solo peso de comisión, como tampoco recibió un solo peso de comisión por parte de la firma Magna de los hermanos Majersky. Sayma quebró. Y es ahí que Mayol vendió los derechos de explotación, al haber quedado en la indigencia, al Sr. Machicote, al cual le debía mucho dinero. Esa es la historia de San Alfredo y María Arsenita que Rubén Van Der Beken conoce. Sus recuerdos a los 78 años, dice, le causan mucho dolor. El por qué: que las minas tienen o tenían un potencial fantástico a nivel de mineral. El por qué de que los japoneses querían toda la producción es que ese caolín sirve, por ejemplo, para hacer la porcelana traslúcida, que requiere de un caolín de esa calidad. Una tacita de café de este tipo de porcelana es liviana como el aire y de una belleza sorprendente. En manos de los japoneses.... por supuesto. Estos conocimientos dice tener el Sr. Van Der Beken por haber sido sobrino político del Sr. Ricardo Mayol.    
Movimientos poblacionales: La zafra azucarera
El periodo de decadencia económica que clausura el siglo XIX e inaugura el siglo XX, ha sido testigo de lo que se ha dado en llamar “el éxodo catamarqueño” (Bazán; 1996). El colapso de las industrias catamarqueñas, agravado por una política ferroviaria fallida que privilegió a ciertas regiones productivas sobre otras; provocó la migración forzada de grandes contingentes de mano de obra que tuvieron como destino principal los ingenios azucareros de Tucumán y Salta. La población de Mutquín participó de este fenómeno migratorio. El relato de aquellos largos viajes en caravanas de mulas hacia los ingenios tucumanos y salteños forma parte de la memoria de los mayores del pueblo. En los años 60´s se abre un nuevo ciclo de expansión económica de las agroindustrias azucareras, a partir de la incorporación de nuevas tecnologías a los procesos de trabajo vinculados a las cosechas. La mecanización del proceso productivo fue llevando poco a poco a disminuir la necesidad de la mano de obra. Para ese entonces, el traslado de población de Mutquín hacia la zafra ya era minoritario. La producción local se orientaba ahora hacia otras actividades, fundamentalmente la cosecha del nogal.
Producción doméstica
Desde mediados del siglo XIX a las primeras décadas del siglo XX, de forma paulatina pero determinante, se da el proceso de incorporación al sistema económico capitalista actual. Los mayores aún recuerdan las épocas en que las necesidades básicas eran en gran parte resueltas por la producción doméstica; ya sea para el consumo, venta a pequeña escala o intercambio.
Una parte importante de la alimentación en el pasado, se basaba en el cultivo de pequeña extensión de ají, maíz, zapallo, trigo, poroto y comino para el consumo familiar. Se destaca la importancia de tres productos fundamentales de gran disponibilidad a partir de los cuales se elaboraban distintas comidas: el trigo, el maíz y el algarrobo, que se recogía en los bosques que se extendían hacia el Salar de Pipanaco. La elaboración de charqui era una tarea habitual en casa, no solo de carne sino también de zapallo, tomate y otros productos. El trigo ha ocupado un lugar importante dentro de la producción de alimentos de la zona, desde tiempos de la colonia española. Su desarrollo local como cultivo industrial se vio seriamente afectado por la llegada del ferrocarril, a principios del siglo XX. La paralización de los molinos harineros de la región se produjo alrededor de la década de 1940.
La producción de bebidas alcohólicas derivadas de la vid ha sido una actividad doméstica frecuente en el pasado. Muy pocos productores lo hacían para la comercialización a mayores escalas. Se fermentaba comúnmente vino patero, pero aquellos hogares que contaban con alambique también destilaban anisados y aguardientes. Existía en Mutquín hacia fines del siglo XIX, una amplia producción de bienes artesanales entre los que podemos destacar la cestería, el hilado y la producción de tejidos en telar y la alfarería.
Festividades populares
El carnaval mutquinisto es una compleja urdimbre de elementos culturales diversos, de prácticas y símbolos que evocan lo europeo y lo nativo, innovación y tradición. Los protagonistas indiscutidos son las diferentes comparsas, que tradicionalmente han sido los indios y las mascaritas. Actualmente existen dos comparsas de indios en Mutquín: “Los Diaguitas” y “Los Calchaquíes”.
Las comparsas actuales se han conformado durante el siglo XX y han transitado por diferentes momentos en los que se han introducido variantes en la formación utilizada por las comparsas tuvieron su origen en las innovaciones operadas por el primer cacique de la comparsa “Los Indios de Mutquín”, el Sr. José Yusqui. Las comparsas recorren las calles del pueblo visitando las casas de los vecinos y al compás de la caja improvisan coplas y vidalas. La ceremonia finaliza el sábado y domingo.
En el departamento Pomán existe una prolífica actividad religiosa, que se pone de manifiesto cada año en las diferentes fiestas de los patronos de sus pueblos. El patrono de Mutquín es el Señor de la Salud y su fiesta se realiza entre el 1° y el 10 de noviembre. Es en este momento especial cuando la imagen sale en procesión custodiada por los llamados Caballeros del Señor de la Salud. Este grupo de fieles, formado en 1959, vestidos con su atuendo típico de capa y sombrero, escoltan la imagen realizando distintos tipos de saludo. Los mayores cuentan que antiguamente solían llevar palos tallados, pero que cuando los talladores comenzaron a escasear, estos fueron reemplazados por armas de fuego. Los caballeros realizan la escolta armada de la imagen del Señor de la Salud durante el jueves y Viernes Santo. La Semana Santa constituye una de las principales fiestas del calendario religioso católico de Mutquín.

## Terremoto de Catamarca de 1898
Ocurrió el 4 de febrero de 1898 (127 años), a las 12.57 de 6,4 en la escala de Richter; a 28°26′ de Latitud Sur y 66°9′ de Longitud Oeste (28°26′59″S 66°9′0″O / -28.44972, -66.15000)
Destruyó la localidad de Saujil, y afectó severamente los pueblos de Pomán, Mutquín, y entorno. Hubo heridos y contusos. Ante la desesperación, los habitantes del Departamento acudieron a la misericordia del Señor del Milagro, patrono de esa localidad, que aligeró los corazones y desde entonces en agradecimiento, la gente del departamento se reúne en Saujil cada 4 de febrero para conmemorar el milagro.